# باتوسية
باتوسية (الاسم العلمي: Battus)، جنس فراشات من العالم الجديد توجد عادًة حول نباتات الزراوند. تتغذى اليرقات على نباتات الزراوند السامة، حيث تصبح فراشاتها سامة بسبب غذائها من تلك النباتات؛ مما يجعلها سيئة المذاق للحيوانات المفترسة.
سُمي الجنس على شخصية أسطورية إغريقية.

## معرض صور

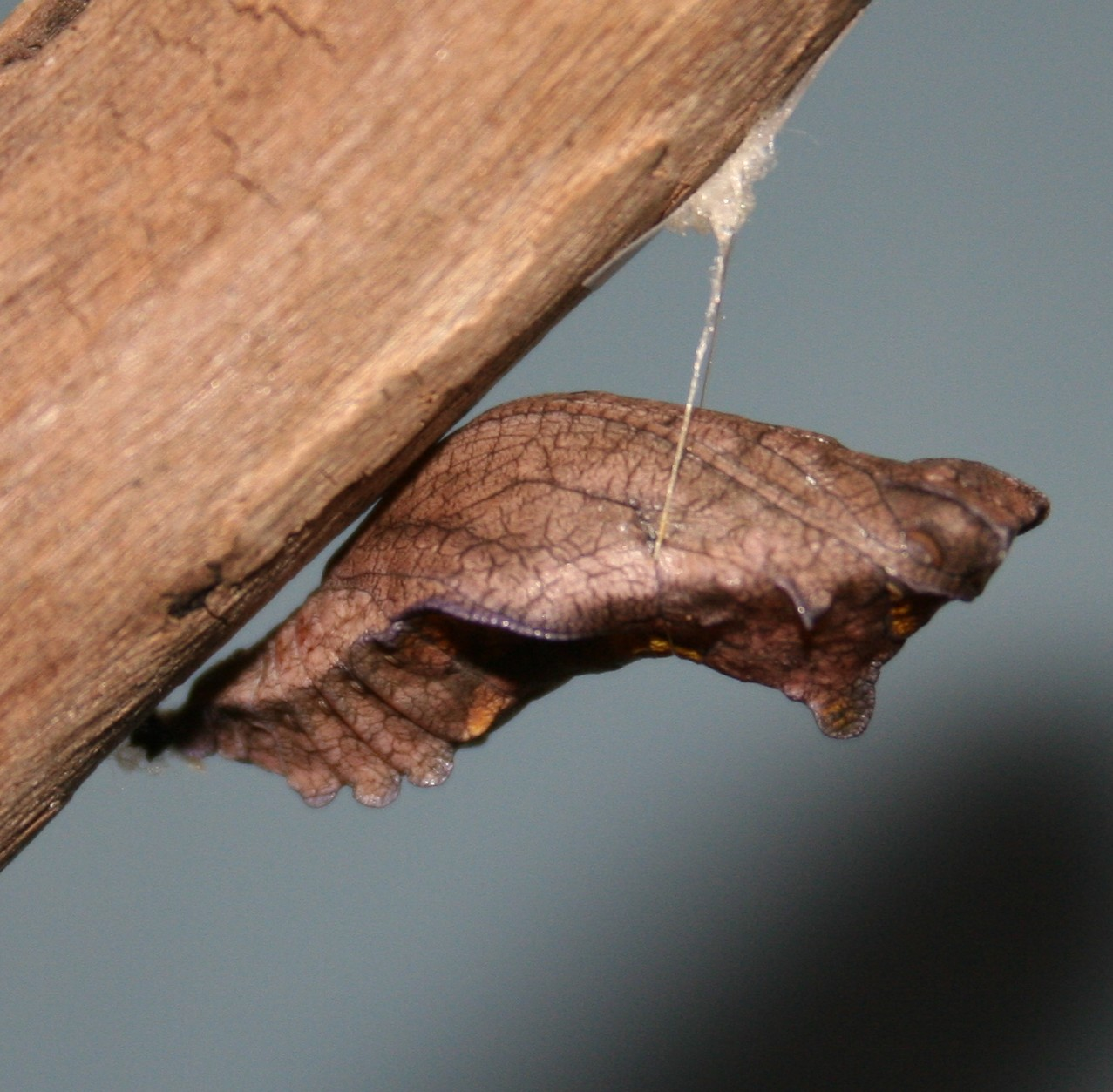
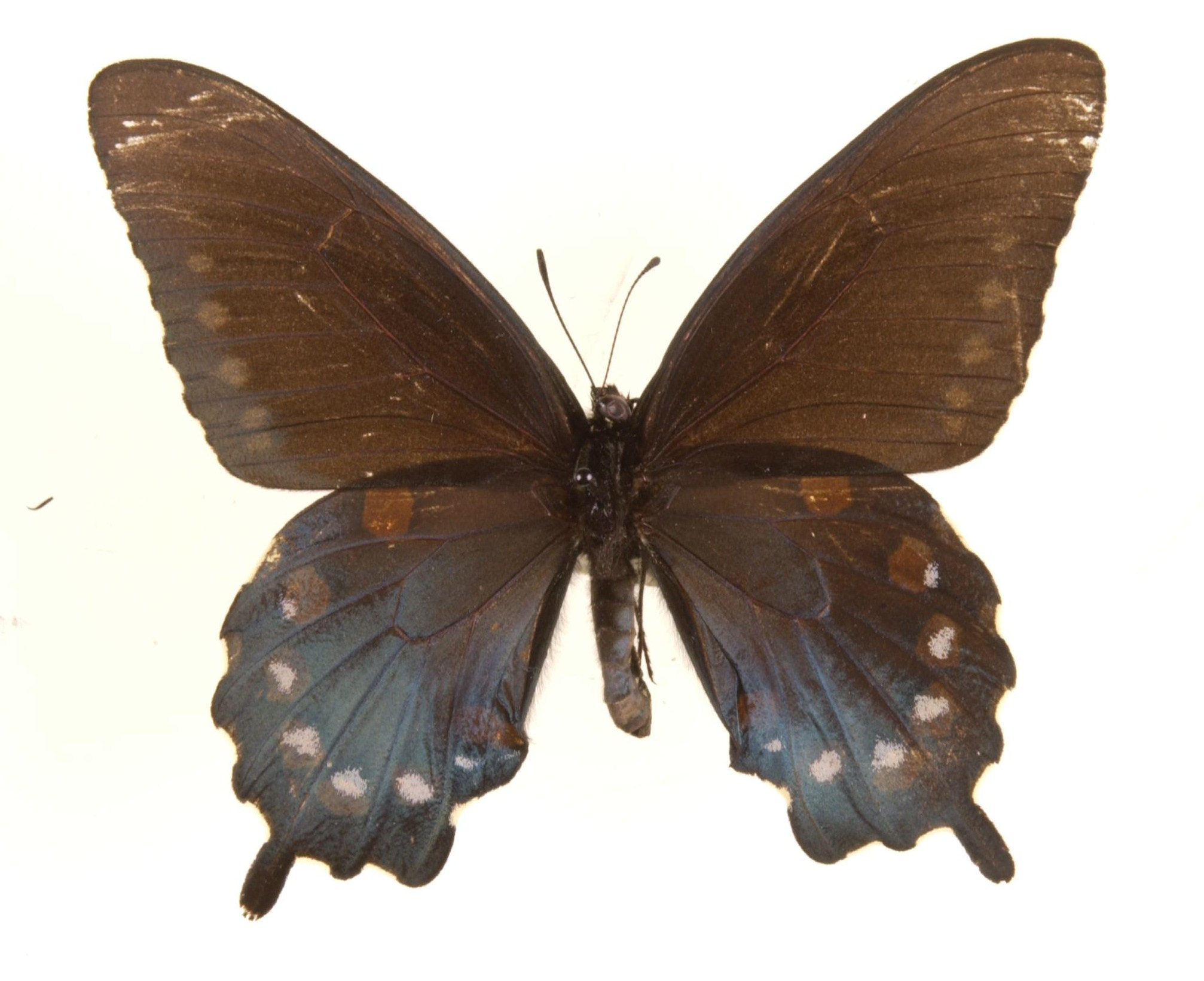
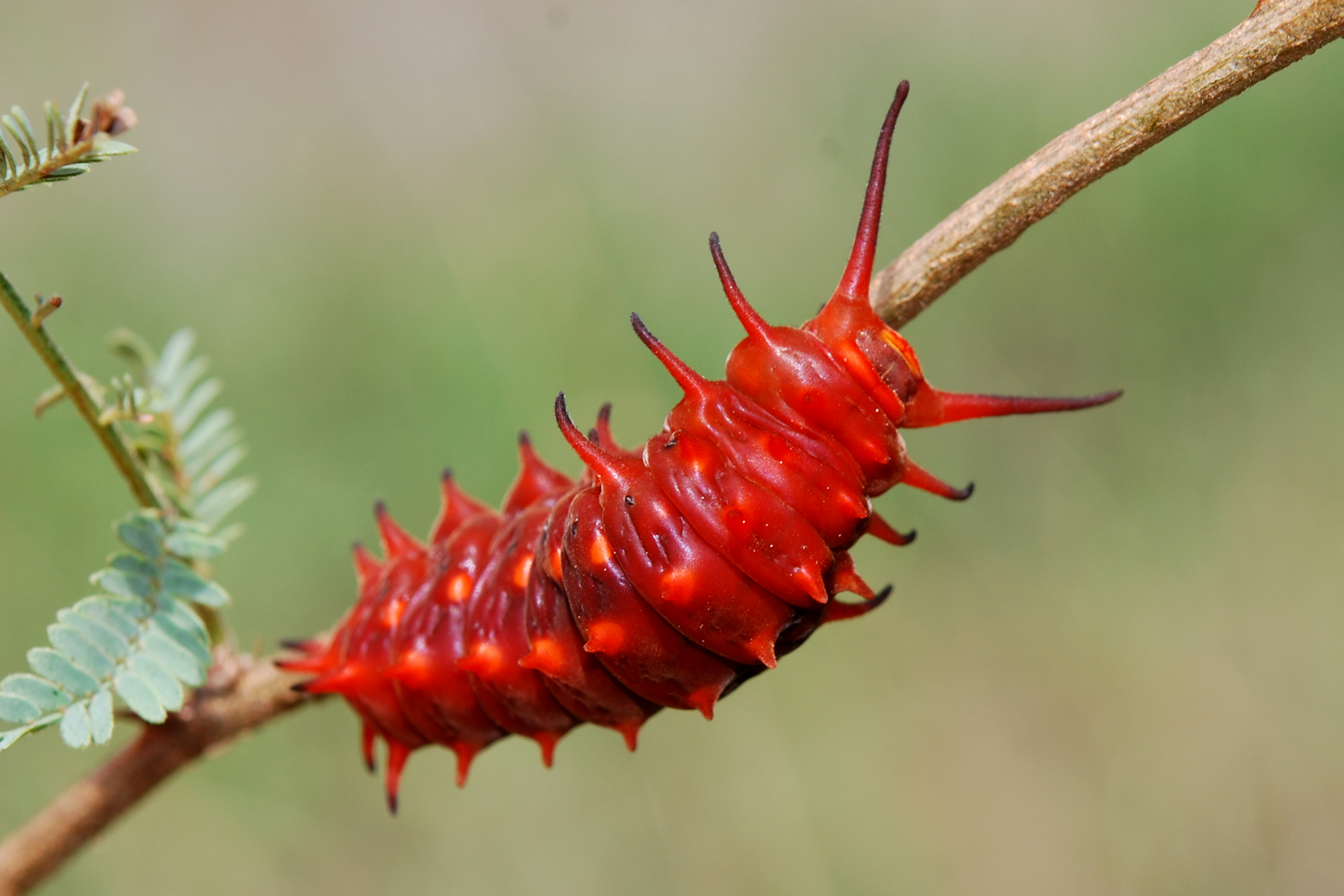
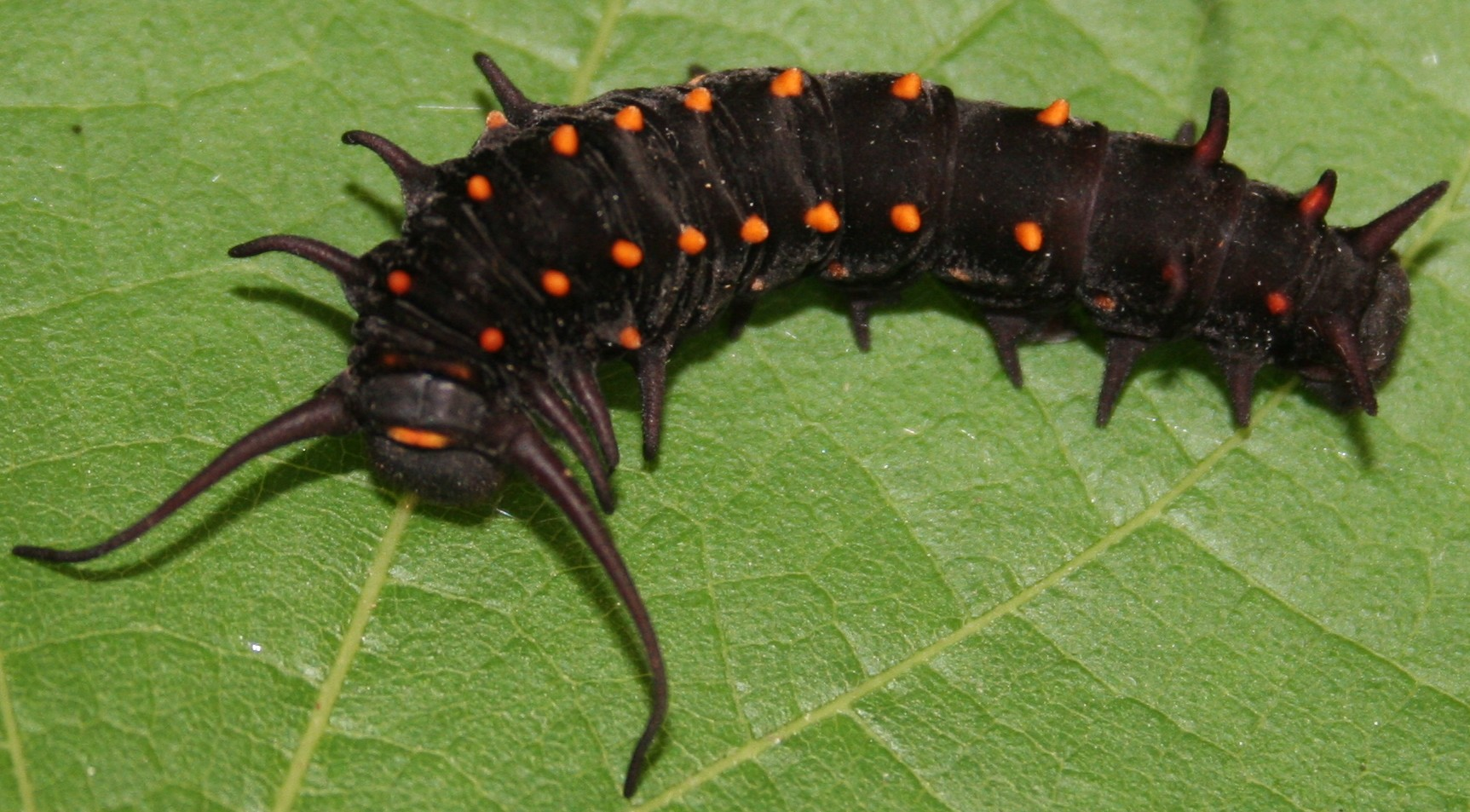